# Norma Jean & Marilyn
Norma Jean & Marilyn (bra A Verdadeira História de Marilyn Monroe; prt Norma Jean e Marilyn) é um telefilme de drama biográfico americano, realizado no ano de 1996 por Tim Fywell, que fala sobre a célebre atriz Marilyn Monroe.
O filme tem trilha sonora de Christopher Young, colaborador de Jon Amiel.

## Sinopse
A história passa-se nos anos 40, Norma Jean Dougherty (Ashley Judd) uma aspirante a atriz que pode começar e tem de compreender as regras do filme. Ele conheceu Johnny Hyde (Ron Rifkin) um Gerente Executivo da Agência de atores William Morris. Porque muitos anos depois, ela transforma-se Marilyn Monroe (Mira Sorvino) uma atriz que fez de sex symbol nos anos 50. Durante dias mais tarde, Johnny Hyde morreu de cancro. Mas Marilyn Monroe fez os filmes dela: All About Eve, de 1950, Os Homens Preferem as Loiras, de 1953, Niagara, de 1953, The Seven Year Itch, de 1955, Bus Stop, de 1956, e Some Like It Hot, de 1959. Três anos mais tarde, Marilyn Monroe morreu de overdose no dia 5 de agosto de 1962.

## Elenco
- Ashley Judd - Norma Jean Dougherty
- Mira Sorvino - Marilyn Monroe
- Josh Charles - Ted Jordan
- Ron Rifkin - Johnny Hyde
- David Dukes - Arthur Miller
- Peter Dobson - Joe DiMaggio
- Taylor Nichols - Fred Karger
- John Rubinstein - Darryl F. Zanuck
- Allan Corduner - Billy Wilder
- Dana Goldstone - Lee Strasberg
- Micole Mercurio - Mozelle Hyde
- Lindsay Crouse - Natasha Lytess
- John Apicella - Milton R. Krasner
- Kevin Bourland - David March
- Dennis Bowen - Tom Kelly
- Nancy Linehan Charles - Bette Davis
- Jeffrey Combs - Montgomery Clift
- Steven Culp - Robert F. Kennedy
- Lou Cutell - Henry T. Weinstein